# 刘峰 (1963年)
刘峰（1963年9月—），河北卢龙人，汉族，中国共产党党员。中华人民共和国政治人物、第十三届全国人民代表大会吉林地区代表。

## 生平
2018年2月24日，当选为第十三届全国人大代表。
曾任黑龙江银监局党委委员、副局长，天津银监局党委委员、纪委书记，吉林银监局党委书记、局长，吉林银保监局筹备组组长、党委书记、局长，中国银行业协会党委副书记、秘书长。
2024年7月，因涉嫌严重违纪违法，接受中央纪委国家监委驻国家金融监督管理总局纪检监察组纪律审查和黑龙江省佳木斯市监察委员会监察调查。